# Első Erdélyi Vasút
Az Első Erdélyi Vasút (EEV) egy vasúttársaság volt a történelmi Magyarországon, melynek vonalhálózata ma Románia területén található.

## Története
Míg Magyarországon 1846 után egymás után alakultak a különböző vasúttársaságok és épültek a vasútvonalak, addig Erdély területén a kiegyezésig egyetlen méter vasút sem épült. Ennek oka nagyrészben az volt, hogy az osztrák kormány egy Arad–Gyulafehérvár–Nagyszeben–Vöröstorony-vonal építését támogatta, az erdélyi magyar társadalom pedig a Nagyvárad–Kolozsvár–Brassó-vonal építését.
Végül 1864–1865-ben Bécsben a Birodalmi Tanács az osztrákok által támogatott terv mellett döntött, és – mivel nem volt tőkeerős magánvállalkozás – az államkincstár terhére kezdték meg az építkezést azzal, hogy amennyiben megfelelő tőkével rendelkező társaság jelentkezik, átadják neki a vasútvonalat.
A földmunkákat a Tiszavidéki Vasút (TVV) végezte, de a munka lassan haladt, a költségkeret is kimerült, így a TVV a munkát 1866-ban abbahagyta.
Ekkor kapott a Brassói Bánya és Huta egylet végleges építési engedélyt a vasútra, mely Első Erdélyi Vasút néven részvénytársaságot alapított, és biztosította az építkezéshez szükséges pénzt. Az építkezés a közben adódott nehézségek miatt lassabban haladt a tervezettnél, így az Arad–Gyulafehérvár-vonalat csak 1868. december 22-én, a Piski–Petrozsény közötti szárnyvonalat pedig 1870. augusztus 18-án adták át a forgalomnak.
A vasútvonal Aradon a Tiszavidéki Vasút állomásáról indult ki, és olyan jelentős városokat kötött össze, mint Radna, Déva, Piski, Alvinc, Szászváros és Gyulafehérvár; továbbá Hátszeg és Petrozsény.